# Arsenale

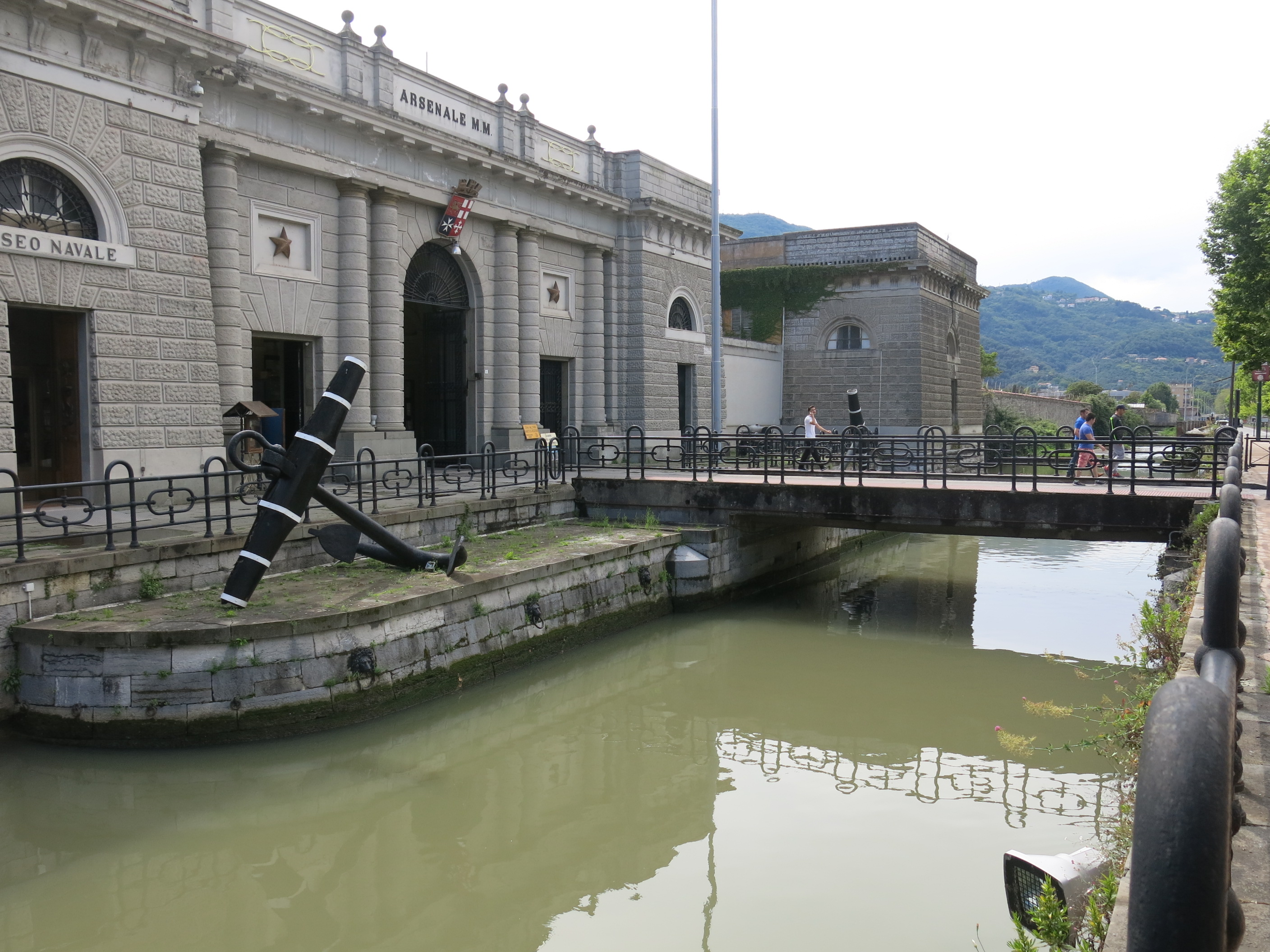
Arsenale militare marittimo della Spezia

Il termine arsenale (più precisamente arsenale militare) indica lo stabilimento adibito alla costruzione, alla riparazione, all'immagazzinamento e alla fornitura delle armi e delle munizioni. Il luogo in cui si costruiscono, si riparano o si sottopongono a manutenzione navi militari (a volte anche commerciali) è definito arsenale marittimo
.
La parola "arsenale" proviene dall'arabo دار الصناعة (Dār al-ṣināʿa), ovvero "sede d'industria" o "casa del mestiere", da cui derivano, attraverso la mediazione del veneziano, le parole darsena e quindi arsenale. La diffusione del termine in numerose altre lingue si deve all'enorme popolarità dell'Arsenale di Venezia negli ultimi anni del XVI secolo, periodo della sua massima operosità.

## La produzione di armi

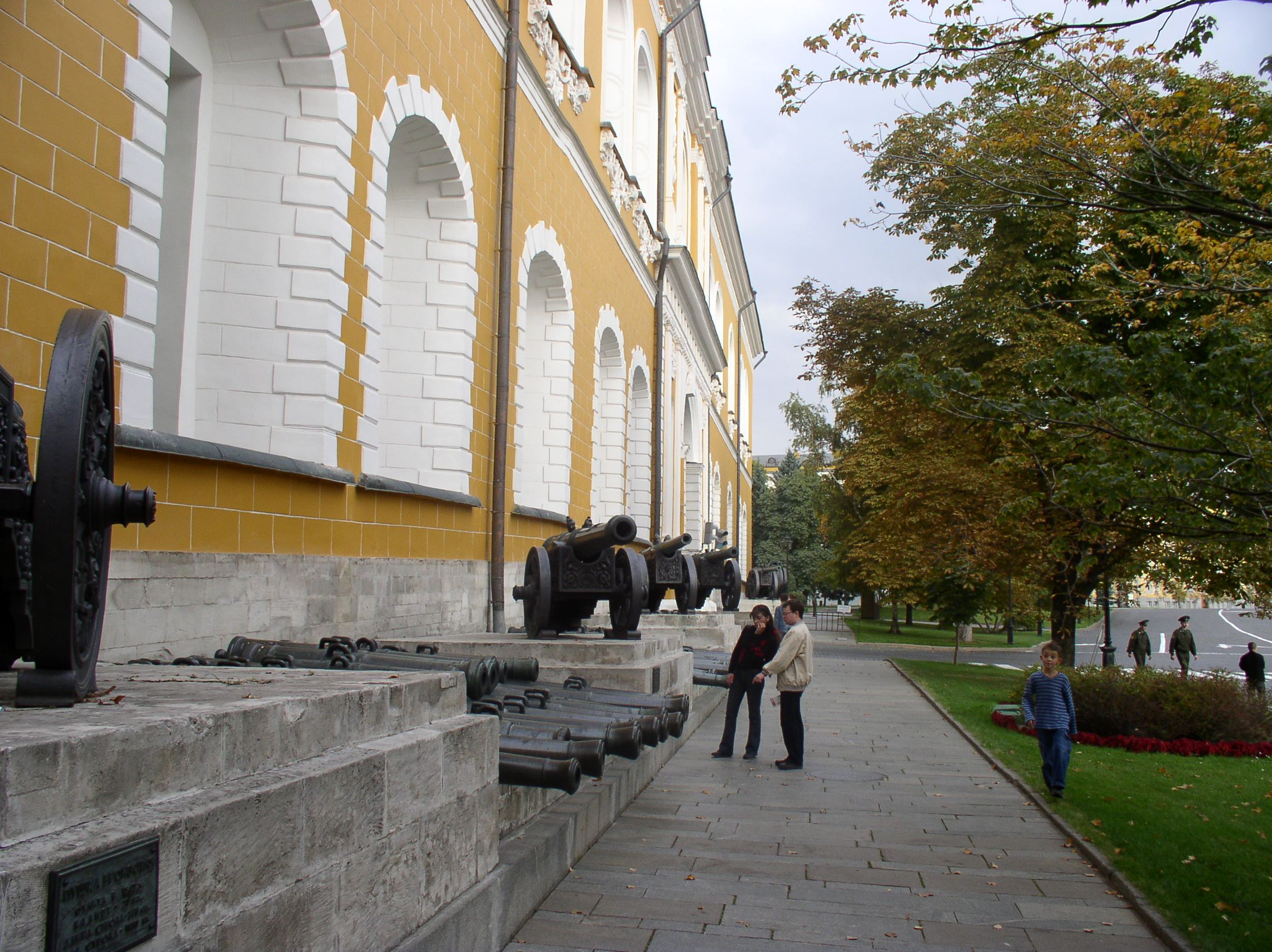
Cannoni e mortai dell'esercito napoleonico esposti lungo le mura dell'Arsenale del Cremlino di Mosca.

Solitamente un grande arsenale aveva reparti adibiti a:
- Magazzinaggio: dipartimenti e magazzini di spedizione e ricevimento, armeria, rimessaggio, briglie, selle e finimenti, equipaggiamento da campo, attrezzi e strumenti, magazzino ingegneristico, legnaia, magazzino scarti.
- Costruzione: fabbriche in un arsenale di prima classe, laboratori di seconda.
- Amministrazione: direttore capo, funzionari civili, ufficiali, sottufficiali, capireparto, operai, impiegati d'ufficio.

Un arsenale di prima classe, che poteva rinnovare materiali ed equipaggiamento di un grande esercito, comprendeva una fucina per cannoni, una fabbrica di carri, un laboratorio per le armi leggere e la produzione di munizioni, una fabbrica di armi leggere, una fabbrica di tende, sellerie e finimenti e una fabbrica di polvere da sparo. Oltre a ciò doveva possedere ampi magazzini.
In un arsenale di seconda classe invece delle fabbriche c'erano laboratori. 
La collocazione di un arsenale era determinata da considerazioni strategiche. Un arsenale di prima classe doveva essere situato nella base di operazioni e rifornimento, al sicuro dagli attacchi, non troppo vicino al confine, in posizione tale da potervi far affluire rapidamente le risorse della nazione. Un ampio arsenale era talmente importante che le sue difese avevano la stessa scala di quelle di una grossa fortezza.

## Arsenali famosi
Oltre all'originario Arsenale di Venezia, fondato almeno all'inizio del XII secolo e continuamente ampliato anche dopo la caduta della repubblica, vanno ricordate alcune altre installazioni che ne presero il nome.
Dal punto di vista architettonico è pregevole l'arsenale di Berlino fatto costruire tra il 1694 e il 1706 da Federico I, che divenne il primo re di Prussia.
Anche l'arsenale di Torino è un edificio grandioso, con due cortili, iniziato nel 1659 da Carlo Emanuele II, continuato da Vittorio Amedeo II e terminato solamente nel 1890.